# جمهوری دموکراتیک افغانستان
جمهوری دموکراتیک افغانستان حکومتی کمونیست بود که از سال ۱۹۷۸ تا ۱۹۹۲ میلادی بر افغانستان حکومت کرد. این دولت توسط حزب دموکراتیک خلق در پی انقلاب ثور ایجاد شد و در سال ۱۹۸۶ به جمهوری افغانستان تغییر نام داد.
حزب دموکراتیک خلق از طریق یک کودتای ارتش، با نام انقلاب ثور به قدرت رسید، که در پی آن در ۲۸ آوریل ۱۹۷۸ محمد داود خان و خانواده‌اش به قتل رسیدند و دولت او فروپاشید. در ۳۰ آوریل ۱۹۷۸ نورمحمد تره‌کی به عنوان رئیس دولت منصوب شد. تره‌کی و حفیظ‌الله امین، که انقلاب را راه‌اندازی کرده بودند، در طول حکومتشان چند اصلاحات در مورد حقوق زمین و ازدواج معرفی کردند. امین همچنین علاوه بر اصلاحات معرفی شده توسط داوود، آموزش و پرورش کلی و حقوق برابر برای زنان را معرفی کرد.
کمی پس از گرفتن قدرت، مخالفت‌هایی در داخل حزب دموکراتیک خلق به وجود آمد که موجب تأسیس دو جناح در داخل این حزب شد. جناح خلق به رهبری تره‌کی و امین، و جناح پرچم به رهبری ببرک کارمل. پس از کشمکش‌های مختلف «خلقی‌ها» پیروز شدند و پرچمی‌ها از حزب «پاکسازی» شدند. برجسته‌ترین رهبران پرچم به بلوک شرقی و اتحاد جماهیر شوروی تبعید شدند. پس از مبارزه میان جناح‌های خلق و پرچم، نبرد قدرت در درون جناح خلق بین تره کی و امین آغاز شد. امین در این مبارزه پیروز شد و تره کی به دستور او کشته شد. حاکمیت وی در کشورش (به دلیل اصلاحاتی که قبلاً ذکر شد) در اتحاد جماهیر شوروی مورد استقبال قرار نگرفت. اتحاد جماهیر شوروی برای حمایت دولت افغانستان در دسامبر ۱۹۷۹ وارد عمل شد و در ۲۷ دسامبر امین توسط نیروهای نظامی شوروی ترور شد. کارمل به جای او رهبر افغانستان شد. دوران کارمل، که از ۱۹۷۹ تا ۱۹۸۶ ادامه داشت، بیشتر به خاطر جنگ شوروی در افغانستان علیه شورشیان مجاهد افغان شناخته می‌شود. این جنگ منجر به تلفات زیادی از غیرنظامیان و همچنین آواره شدن میلیون‌ها نفر شد که به پاکستان و ایران گریختند. در آوریل ۱۹۸۰ یک قانون اساسی جدید، توسط دولت معرفی شد و چندین عضو غیر PDPA به عنوان بخشی از سیاست دولت برای گسترش پایگاه حمایتی اش در دولت گنجانده شدند. سیاست‌های کارمل در برقراری صلح در این کشور جنگ زده ناکام ماند و در سال ۱۹۸۶ محمد نجیب‌الله به عنوان دبیرکل حزب دموکراتیک خلق (PDPA) جانشین وی شد.
نجیب‌الله سیاست آشتی ملی با مخالفان را دنبال کرد، قانون اساسی جدید افغانستان در سال ۱۹۸۷ معرفی شد و انتخابات دموکراتیک در سال ۱۹۸۸ (که توسط مجاهدین تحریم شد) برگزار شد. پس از خروج شوروی از افغانستان در سال‌های ۱۹۸۸ تا ۱۹۸۹، دولت با مقاومت فزاینده ای روبرو شد. سال ۱۹۹۰ نشان داد که سالی برای تغییر در سیاست‌های افغانستان است: قانون اساسی جدیدی وضع شد که بر اساس آن افغانستان جمهوری اسلامی بود و حزب دموکراتیک خلق به حزب وطن تبدیل شد که تا به امروز به عنوان حزب دموکراتیک وطن باقی مانده است. در جبهه نظامی، دولت قادر به شکست مخالفان مسلح در نبرد علنی بود، مانند نبرد جلال‌آباد با این حال، با مخالفان مسلح مهاجم، مشکلات داخلی مانند کودتای نافرجام جناح خلق در ۱۹۹۰ و انحلال اتحاد جماهیر شوروی در ۱۹۹۱، دولت نجیب الله در آوریل ۱۹۹۲ سقوط کرد.

## روسای کشور
افراد زیر به ترتیب رهبری جمهوری دموکراتیک افغانستان را به عهده داشتند:

- دگروال عبدالقادر
- نورمحمد تره‌کی
- حفیظ‌الله امین
- ببرک کارمل
- حاجی‌محمد چمکنی
- محمد نجیب‌الله
- عبدالرحیم هاتف